# Ketf-e Gūsheh
Ketf-e Gūsheh är en ort i Iran.   Den ligger i provinsen Khuzestan, i den centrala delen av landet, 500 km söder om huvudstaden Teheran. Ketf-e Gūsheh ligger 852 meter över havet och antalet invånare är 157.
Terrängen runt Ketf-e Gūsheh är bergig åt sydväst, men åt nordost är den kuperad. Ketf-e Gūsheh ligger nere i en dal. Runt Ketf-e Gūsheh är det ganska tätbefolkat, med 56 invånare per kvadratkilometer. Närmaste större samhälle är Dehdez, 11,3 km nordost om Ketf-e Gūsheh. Omgivningarna runt Ketf-e Gūsheh är i huvudsak ett öppet busklandskap.